# Zonetoernooi dammen 2005 Amerika
Het Amerikaanse zonetoernooi dammen 2005 in Montreal werd van 12 t/m 22 juli 2005 door 16 deelnemers gespeeld als kwalificatietoernooi voor het wereldkampioenschap 2005 in Amsterdam. De Surinaamse Dambond mocht twee spelers afvaardigen maar was door interne communicatieproblemen niet vertegenwoordigd.

## De eindstand
1. Alexander Mogiljanski  Verenigde Staten 23 punten
2. Shang Wong  Haïti 22
3. José Maria da Silva Filho  Brazilië 21
4. Iser Koeperman  Verenigde Staten 20 (WP 220, SB 280)
5. Andall  Grenada 20 (220, 252)
6. Charles  Trinidad en Tobago 19 (221, 265)
7. Dickson Maughn  Trinidad en Tobago 19 (221-233)
8. Alexandre  Haïti 15 (225-198)
9. Forbin  Guatemala 15 (225-176)
10. Raoul Alias  Nederlandse Antillen (Curaçao) 13
11. Gilles  Canada 12 (228-165)
12. Blijheid  Verenigde Staten 12 (228-139)
13. Angela  Nederlandse Antillen (Curaçao) 12 (228-138)
14. Carisse  Canada 7
15. Simon  Canada 6
16. Tchicaya  Canada 4 punten
Oorspronkelijk waren de nummers 1 en 2 gekwalificeerd om deel te nemen aan het wereldkampioenschap. Uiteindelijk was het Amerikaanse continent op het WK vertegenwoordigd door Mogiljanski, da Silva Filho, Maughn en Carlo Lorevil  Nederlandse Antillen (Curaçao).